# Putin måste avgå

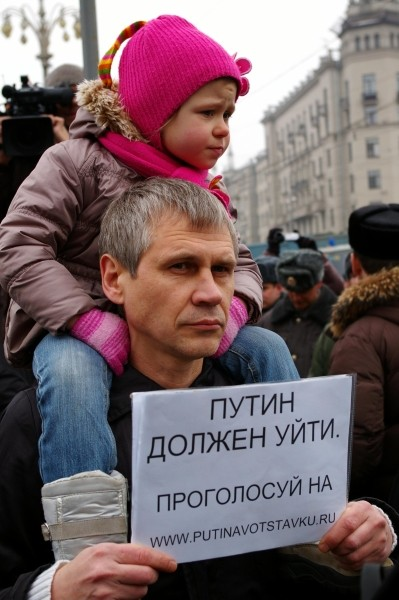
En demonstrant uppmanar att underteckna uppropet "Putin måste avgå". Bilden är från den förbjudna demonstrationen i Moskva den 20 mars 2010, s.k. "Vredens dag".

"Putin måste avgå" (på ryska: Путин должен уйти; "Putin dolzhen ujti") är en webbplats och en offentlig kampanj av samma namn organiserade för insamlingen av namnteckningar under ett upprop med krav på avgång av Rysslands premiärminister Vladimir Putin. Kampanjen inleddes på Internet den 10 mars 2010 av ryska oppositionsaktivister och flera framstående figurer inom rysk kultur.

## Uppropets innehåll
Texten av uppropet, riktat till "Rysslands medborgare", innehåller en kraftigt negativ bedömning av Vladimir Putins verksamhet. Den säger bl.a.:
| ” | Vi hävdar att den sociala och politiska konstruktion som dödar Ryssland och har nu ålegat medborgarna i vårt land har en arkitekt, en kurator och en förmyndare. Hans namn är Vladimir Putin. Vi förklarar att inga väsentliga reformer kan genomföras i Ryssland idag, så länge som Putin kontrollerar den verkliga makten i landet. <...> Att göra av med putinismen är det första, men obligatoriska steget på vägen mot ett nytt, fritt Ryssland. | „ |

Uppropet uppräknar Putins misslyckade reformer ("allt som kunde förstöras har förstörts") och påstådda brott, såsom det andra Tjetjenienkriget och bombning av flerbostadshus.
I texten kritiserats också den bortgångne presidenten Boris Jeltsin och kretsen av hans rådgivare och släktingar ("Familjen"), som upphöjde Putin till president för att garantera sin egen säkerhet. Uppropet kallar den nuvarande presidenten Dmitrij Medvedev "en lydig platsväktare", "en modern Simeon Bekbulatovitj".
Författarna uppmanar brottsbekämpande myndigheterna och säkerhetstjänstemän att inte stå emot folket och inte utföra kriminella order.
Den egentlige författare av texten har inte nämnts, men enligt olika källor var huvuddelen av texten skriven av Andrej Piontkovskij i samarbete med en grupp skribenter med Garri Kasparov som huvudansvarig. Senare sade Kasparov om arbetet på denna text:
| ” | En nyckelroll spelades av själva texten, till vilken vår grupp författare ägnade nästan två veckor. Min huvudsakliga uppgift var att samla in synpunkter och få godkännande av texten från samtliga undertecknare - från Vladimir Bukovskij till Jurij Muchin. Detta arbete krävde ett noggrant val av ord och placering av semantiska betoningar. Det var inte lätt att formulera det viktigaste budskapet i uppropet. I början undersöktes två varianter: "Avskeda Putin!" och "Ner med Putin!". Den första varianten förkastades, eftersom det var en tydlig uppmaning till Medvedev, den andra tydde på bolsjevismen. Två dagar före lanseringen av projektet kom jag på frasen "Putin, till utgången!", som passade alla. Dessutom, en känslig fråga var karakteriseringen av 1990-talet. Vid uttrycket av en negativ inställning till denna period, var det nödvändigt att inte passera en viss gräns och därmed orsaka en förkastelse från sådana människor som, till exempel, Boris Nemtsov. Vårt samarbete har visat sig vara mycket framgångsrikt, eftersom vi har skapat en text, med vilken vi lyckats övervinna fragmenterigen i samhället. | „ |

## Undertecknare
Vid publiceringen var uppropet undertecknad av 34 framstående offentliga personer med olika ideologiska inriktningar: människorättsförsvararna Jelena Bonner och Lev Ponomarev, dissidenten och författaren Vladimir Bukovskij, politikerna Garri Kasparov, Vladimir Milov, Ilja Jasjin, Boris Nemtsov och Jurij Muchin, ekonomen Andrej Illarionov, författarna Zachar Prilepin och Victor Sjenderovitj, musikern Michail Borzykin mm. Många av dem är medlemmar i en oppositionsorganisation - Nationalförsamlingen av Ryska federationen.
Bland välkända personer som undertecknat uppropet senare finns politikerna Valeria Novodvorskaja och Marina Salje, människorättsaktivisterna Sergej Kovalev och Alexandr Podrabinek, advokaten Michail Trepasjkin, författarna Vladimir Pribylovskij och Viktor Suvorov, regissören Andrej Nekrasov, historikern Boris Sokolov, fysikern Vladimir Zacharov, ekonomen Michail Delyagin och många andra (i den ryska versionen av denna artikel finns en mycket längre lista).
Kända oppositionspolitiker som f.d. premiärministern Michail Kasianov, f.d. parlamentsledamoten Vladimir Ryzjkov och författaren Eduard Limonov har stött kampanjen, trots att de inte har undertecknat uppropet.

## Publiceringen av uppropet
Den 10 mars 2010 publicerades upproret i nättidningen Jezjednevnyj Zjurnal och namninsamlingen startades. Samma dag attackerades Jezjednevnyj Zjurnals webbplats av hackers. Senare den 10 mars överfördes insamlingen av underskrifter till den särskilt inrättade webbplatsen PutinaVotstavku.ru. Den 10 mars publicerats uppropet också av nyhetswebbplatser, Grani.ru och Kasparov.ru. Sedan nämndes den av andra massmedier.

## Kampanjens gång
Under den första månaden efter offentliggörandet av uppropet växte antalet underskrifter med i genomsnitt ca 1000 per dag. Sedan har dock ökandet minskat, och i november 2010 går ökningen mycket långsamt. Så här har det gått hittills med insamlingen:
- 16 mars: 10.000
- 27 mars: 20.000
- 9 april: 30.000
- 28 april: 40.000
- 14 juni: 50.000
- 1 oktober: 60.000
- 6 januari 2011: 70.000[14]
- 12 mars: 80.000
- 6 juni: 90.000

### Mars
Den 15 mars började webbplatsen PutinaVotstavku.ru informera om kampanjens gång. Det första meddelandet sade att antalet underskrifter kunde ha varit större, om bekräftelser från webbplatsen inte hade blockerats av några populära ryska e-posttjänster. Arrangörerna uttryckte dock en tro att inget motstånd skulle stoppa människor och att uppropet skulle undertecknas av miljontals medborgare.
Från den 17 mars har medlemmar i Förenade civila fronten samlat namnteckningar under uppropet på gator och torg i Moskva. Underskrifter samlades på papper även i samband med protestaktioner i Ryssland den 20 mars 2010 (s.k. "Vredes dag").
Den 22 mars meddelade arrangörerna, att två gemenskaper hade skapats för de som undertecknat uppropet - i LiveJournal och Twitter. De föreslog också att diskutera bildandet av ett särskilt socialt nätverk, där varje undertecknare automatiskt skulle få ett konto.
Under mars utvecklades webbplatsen snabbt. Den fick en banner för kampanjen (med en räknare), länkar till mediepartners webbsidor (Grani.ru, Novaja Gazeta, Kasparov.ru m.m.) och gemenskaper i sociala nätverk, samt ett formulär för att fylla i signaturer offline. På webbplatsen skapades avsnitten "Nyheter", "Publikationer", "Utvalda signaturer", "Video" och "Vanliga frågor". 

### April
Den 13 april fick undertecknarna ett e-postmeddelande, där de informerades om inrättandet av ett socialt nätverk. Meddelandet innehöll en hyperlänk, på vilken de som ville ansluta sig till Internet-gemenskapen "Putin måste avgå" och få ett nyhetsbrev ombads att klicka.
Den 28 april meddelade arrangörerna att ungefär en tredjedel av alla undertecknare hade uttryckt en vilja ett ansluta sig till nätverket. De sade också att bildandet av nätverket var på gång och att de planerade att besöka de städer där bodde minst flera tiotal nätverksmedlemmar.
I april höll avsnitt på webbplatsen att fyllas i. Även en Facebook-grupp lades till.

### Maj
Vid första maj-demonstrationen i Moskva förklarade Garri Kasparov att kampanjen skulle pågå "tills Putin avgår och Ryssland blir fritt".
Den 12 maj ägde det första mötet med undertecknarna av uppropet rum. I mötet deltog ca 70 personer. Bland talarna var ledarna för Solidaritet: Garri Kasparov, Denis Bilunov, Andrej Piontkovskij och Lev Ponomarev. Deltagarna diskuterade olika idéer om hur man skall främja kampanjen och delade erfarenhet av insamlingen av underskrifter. Till exempel föreslog Piontkovskij att publicera en bok om kampanjen med undertecknarnas kommentarer och förberedda en demonstration av kampanjens anhängare i Moskva.
Webbplatsens marknadsföring genom Google påbörjades. För att skaffa medel för reklam publicerade webbplatsen på sin huvudsida information om konton i olika betalningssystem.

### Juni
Under månaden nådde antalet underskrifter 50 000 personer.
I mitten av juni publicerade Boris Nemtsov och Vladimir Milov en "oberoende expertrapport" om Putins tio år vid makten. Rapporten är kritisk till Putin och planeras gå ut i 1 miljon exemplar.

### Oktober
Den 1 oktober nådde uppropet 60 000 underskrifter. Den 20 oktober publicerade webbplatsen en artikel där Michail Chodorkovskij säger att "makten snart blir tvungen att avgå". 
I början av oktober grundade aktivister i Solidaritet och andra oppositionsgrupper "Femkravskommittén”. Den lade fram följande krav:
| ” | 1. Avgång av regeringen med premiärministern Vladimir Putin. 2. Upplösningen av båda kamrarna i den Federala församlingen. 3. Förrättning av förtida val, fria och konkurrenskraftiga. 4. En radikal förnyelse av personalen av polis- och säkerhetstjänster. 5. En transparent budget till folkets tjänst och landets utveckling". | „ |

Kommitténs medlemmar deltog i flera protestmöten i Moskva. De lämnade också in en ansökan till stadshuset i Moskva för ett protestmöte mot Putins regering. Stadshuset samtyckte med denna begäran.
I mötet den 23 oktober på Pusjkin torget deltog ungefär tusen personer, bland annat Förenade medborgarfrontens ledare Garri Kasparov, ledaren av Vänsterfronten Sergej Udaltsov, ledaren för rörelsen "För mänskliga rättigheter" Lev Ponomarev.
Nästa protestmöte är planerat till 12 december.

### November

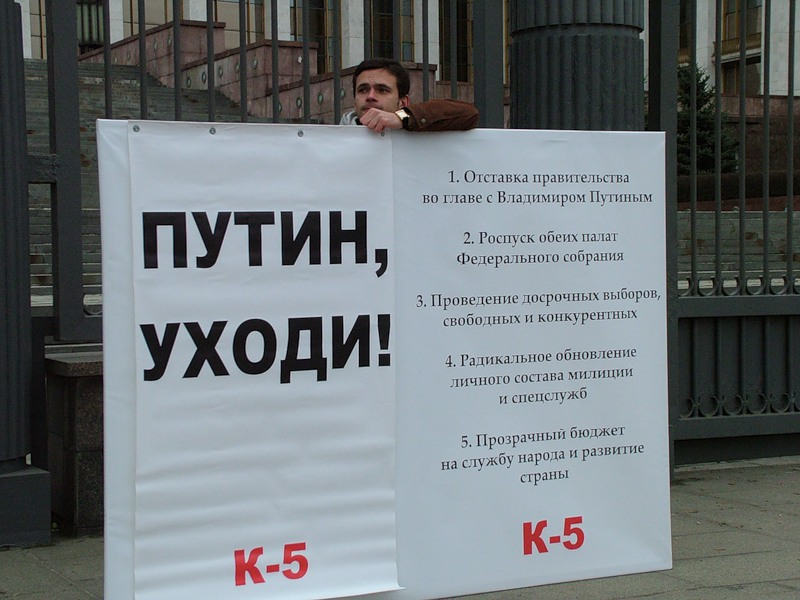
Ilja Jasjins vakt utanför Regeringens hus i Moskva den 18 november 2010

18-19 november höll medlemmar i "Solidaritet" och "Femkravskommittén" enmansvakter utanför Regeringens hus i Moskva med krav på Putins avgång. Vakterna påbörjades av en av Solidaritets ledare Ilja Jasjin, men han greps och slogs ner av personal av Federala säkerhetstjänsten och journalister var tvungna att radera sina foton och videoinspelningar, enligt Jasjins blogg. Domstolen dömde Jasjin till böter för oanständigt språk. De andra vakterna skedde utan störningar., 

### Januari 2011
Uppropet nådde 70 000 underskrifter. Sajten flyttas till putinavotstavku.org där underskriftsinsamlingen fortsätter.

## Massmedier om kampanjen
En rad ryska och utländska medier informerade om kampanjen, inklusive
- ryska medier: Echo Moskvy,[33] Polit.ru,[34] Novaja Gazeta,[35] Izvestija,[36] Nezavisimaja Gazeta,[37] Pravda,[38] Sobesednik,[39] Expert,[40] The Moscow Times[41] mm.

- svenska medier: Svenska Dagbladet[42]

- danska medier: Ekstra Bladet,[43] Dagbladet Information[44]

- andra utländska medier: BBC[45] (Storbritannien), Deutsche Welle,[46] Der Spiegel,[47] Frankfurter Rundschau[48] (Tyskland), AFP,[49] Courrier International[50] (Frankrike), Radio Liberty,[51] American Thinker,[52] The Weekly Standard[53] (USA), First Caucasian[54] (Georgien), Adevarul[55] (Rumänien), L'Occidentale[56] (Italien).

Den 11 mars publicerade Radio free Europe/Radio Liberty en engelsk översättning av hela uppropets text.

## Statistiska analyser av undertecknare
15 mars 2010 publicerade tidningen NewTimes.ru en statistisk analys av undertecknarna utifrån deras bostadsort och yrken och konstaterade att uppropet mest undertecknades av medelklassen.
Den 22 mars publicerade tidningen sin andra analys baserad på ett större antal underskrifter (7 500). Artikeln angav att underskrifter hade kommit från hela landet. Undantagen var andra etniska republiker, särskilt i norra Kaukasus. De mest aktiva var Moskva, 28,8% och S:t Petersburg, 11,3%. Ett relativt stort antal underskrifter hade levererats av invånarna i Sibiriens och Urals federala distrikt, där industrier drabbade av lågkonjunkturen koncentreras. Den ryska diasporan hade gett 11%. Den ledande yrkesgruppen var tjänstemän (jurister, ekonomer, IT-specialister, chefer) - 21%. De flesta av undertecknarna var män - 83%.
Två månader senare publicerade tidningen den tredje analysen av 35 018 underskrifter som hade samlats sedan den andra analysen. I april jämfört med mars, fördubblades antalet av dem som angett bostadsort. Andelen kvinnor ökade från 17% till 21% och andelen arbetare ökade från 15% till 23%. Mellan regionerna, Moskva och St Petersburg med deras regioner fortsatte att ockupera ledande positioner: deras andel var 45% av det totala antalet underskrifter. Den snabbast växande var dock Volgas federala distrikt med en ökning av 6,9 gånger.